# Margaret Grosvenor, marchesa di Cambridge
Lady Margaret Evelyn Grosvenor, marchesa di Cambridge (Eaton Hall, 9 aprile 1873 – Londra, 27 marzo 1929), è stata una nobildonna inglese.

## Biografia
Nacque a Eaton Hall, nel Cheshire. Suo padre era Hugh Grosvenor, I duca di Westminster, il figlio del II marchese di Westminster e di Lady Elizabeth Mary Leveson-Gower. Sua madre era Lady Constance Gertrude Leveson-Gower, la figlia del II duca di Sutherland.

## Matrimonio
Il 12 dicembre 1894 sposò il principe Adolfo di Teck. Egli era il figlio maggiore del principe Francesco, duca di Teck e della principessa Maria Adelaide di Cambridge e fratello minore di Maria di Teck.
La coppia ebbe quattro figli:
- George Cambridge, II marchese di Cambridge (11 ottobre 1895–16 aprile 1981), sposò Dorothy Hastings (18 maggio 1899–1º aprile 1988), ebbero una figlia;
- Lady Mary Cambridge (12 giugno 1897–23 giugno 1987), sposò Henry Somerset, X duca di Beaufort (4 aprile 1900–4 febbraio 1984), non ebbero figli;
- Lady Helena Cambridge (23 ottobre 1899–22 dicembre 1969), sposò il colonnello John Evelyn Gibbs (22 dicembre 1879–11 ottobre 1932), non ebbero figli;
- Lord Frederick Cambridge (23 settembre 1907–30 maggio 1940).

## Duchessa di Teck
Nel 1900, il principe Francesco morì, e gli succedette Adolphus come II duca di Teck. Il Ducato di Teck apparteneva al Regno di Württemberg. Nel 1911, il re Giorgio V, assegnò al duca di Teck, lo stile di Altezza come dono per la sua incoronazione. Da allora in poi Margaret era conosciuto come Sua Altezza La duchessa di Teck.

## Marchesa di Cambridge
Durante la prima guerra mondiale, il sentimento antitedesco nel Regno Unito ha portato il re a modificare il nome della casa reale dal germanico Casa di Sassonia-Coburgo-Gotha al suono più inglese, Windsor. Il re rinunciò a tutti i suoi titoli germanici per sé e per tutti i membri della famiglia reale britannica.
In risposta, Adolphus rinunciò al titolo di duca di Teck, insieme a suo fratello, il principe Alessandro di Teck, e adottò il nome di Cambridge, in ricordo di suo nonno, il principe Adolfo, duca di Cambridge. Successivamente è stato creato marchese di Cambridge, conte di Eltham e visconte Northallerton nel Pari del Regno Unito.

## Morte
Morì il 27 marzo 1929 a Londra. Fu sepolta accanto al marito nel Royal Burial Ground.

## Ascendenza
|                                                           |                                                       |                                                             | Genitori                                                 |  |  | Nonni |  |  | Bisnonni                                       |  |  | Trisnonni                                |  |
|                                                           |                                                       |                                                             |                                                          |  |  |       |  |  | 8. Robert Grosvenor, I marchese di Westminster |  |  | 16. Richard Grosvenor, I conte Grosvenor |  |
|                                                           |                                                       |                                                             |                                                          |  |  |       |  |  | 8. Robert Grosvenor, I marchese di Westminster |  |  | 16. Richard Grosvenor, I conte Grosvenor |  |
|                                                           |                                                       | 17. Henrietta Vernon                                        |                                                          |  |  |       |  |  | 8. Robert Grosvenor, I marchese di Westminster |  |  |                                          |  |
| 4. Richard Grosvenor, II marchese di Westminster          |                                                       |                                                             |                                                          |  |  |       |  |  | 8. Robert Grosvenor, I marchese di Westminster |  |  |                                          |  |
|                                                           |                                                       | 9. lady Eleanor Egerton                                     | 18. Thomas Egerton, I conte di Wilton                    |  |  |       |  |  |                                                |  |  |                                          |  |
|                                                           |                                                       | 9. lady Eleanor Egerton                                     | 18. Thomas Egerton, I conte di Wilton                    |  |  |       |  |  |                                                |  |  |                                          |  |
|                                                           |                                                       | 9. lady Eleanor Egerton                                     | 19. Eleanor Assheton                                     |  |  |       |  |  |                                                |  |  |                                          |  |
| 2. Hugh Grosvenor, I duca di Westminster                  |                                                       | 9. lady Eleanor Egerton                                     |                                                          |  |  |       |  |  |                                                |  |  |                                          |  |
|                                                           |                                                       | 10. George Leveson-Gower, I duca di Sutherland              | 20. Granville Leveson-Gower, I marchese di Stafford      |  |  |       |  |  |                                                |  |  |                                          |  |
|                                                           |                                                       | 10. George Leveson-Gower, I duca di Sutherland              | 20. Granville Leveson-Gower, I marchese di Stafford      |  |  |       |  |  |                                                |  |  |                                          |  |
|                                                           |                                                       | 10. George Leveson-Gower, I duca di Sutherland              | 21. lady Louisa Egerton                                  |  |  |       |  |  |                                                |  |  |                                          |  |
| 5. lady Elizabeth Mary Leveson-Gower                      |                                                       | 10. George Leveson-Gower, I duca di Sutherland              |                                                          |  |  |       |  |  |                                                |  |  |                                          |  |
|                                                           |                                                       | 11. Elizabeth Sutherland, XIX contessa di Sutherland        | 22. William Sutherland, XVIII conte di Sutherland        |  |  |       |  |  |                                                |  |  |                                          |  |
|                                                           |                                                       | 11. Elizabeth Sutherland, XIX contessa di Sutherland        | 22. William Sutherland, XVIII conte di Sutherland        |  |  |       |  |  |                                                |  |  |                                          |  |
|                                                           |                                                       | 11. Elizabeth Sutherland, XIX contessa di Sutherland        | 23. Mary Maxwell                                         |  |  |       |  |  |                                                |  |  |                                          |  |
| 1. lady Margaret Grosvenor                                |                                                       | 11. Elizabeth Sutherland, XIX contessa di Sutherland        |                                                          |  |  |       |  |  |                                                |  |  |                                          |  |
|                                                           | 12. George Leveson-Gower, I duca di Sutherland (= 10) | 24. Granville Leveson-Gower, I marchese di Stafford (= 20)  |                                                          |  |  |       |  |  |                                                |  |  |                                          |  |
|                                                           | 12. George Leveson-Gower, I duca di Sutherland (= 10) | 24. Granville Leveson-Gower, I marchese di Stafford (= 20)  |                                                          |  |  |       |  |  |                                                |  |  |                                          |  |
|                                                           | 12. George Leveson-Gower, I duca di Sutherland (= 10) | 25. lady Louisa Egerton (= 21)                              |                                                          |  |  |       |  |  |                                                |  |  |                                          |  |
| 6. George Sutherland-Leveson-Gower, II duca di Sutherland | 12. George Leveson-Gower, I duca di Sutherland (= 10) |                                                             |                                                          |  |  |       |  |  |                                                |  |  |                                          |  |
|                                                           |                                                       | 13. Elizabeth Sutherland, XIX contessa di Sutherland (= 11) | 26. William Sutherland, XVIII conte di Sutherland (= 22) |  |  |       |  |  |                                                |  |  |                                          |  |
|                                                           |                                                       | 13. Elizabeth Sutherland, XIX contessa di Sutherland (= 11) | 26. William Sutherland, XVIII conte di Sutherland (= 22) |  |  |       |  |  |                                                |  |  |                                          |  |
|                                                           |                                                       | 13. Elizabeth Sutherland, XIX contessa di Sutherland (= 11) | 27. Mary Maxwell (= 23)                                  |  |  |       |  |  |                                                |  |  |                                          |  |
| 3. lady Constance Sutherland-Leveson-Gower                |                                                       | 13. Elizabeth Sutherland, XIX contessa di Sutherland (= 11) |                                                          |  |  |       |  |  |                                                |  |  |                                          |  |
|                                                           |                                                       | 14. George Howard, VI conte di Carlisle                     | 28. Frederick Howard, V conte di Carlisle                |  |  |       |  |  |                                                |  |  |                                          |  |
|                                                           |                                                       | 14. George Howard, VI conte di Carlisle                     | 28. Frederick Howard, V conte di Carlisle                |  |  |       |  |  |                                                |  |  |                                          |  |
|                                                           |                                                       | 14. George Howard, VI conte di Carlisle                     | 29. lady Margaret Leveson-Gower                          |  |  |       |  |  |                                                |  |  |                                          |  |
| 7. lady Harriet Howard                                    |                                                       | 14. George Howard, VI conte di Carlisle                     |                                                          |  |  |       |  |  |                                                |  |  |                                          |  |
|                                                           |                                                       | 15. lady Georgiana Cavendish                                | 30. William Cavendish, V duca di Devonshire              |  |  |       |  |  |                                                |  |  |                                          |  |
|                                                           |                                                       | 15. lady Georgiana Cavendish                                | 30. William Cavendish, V duca di Devonshire              |  |  |       |  |  |                                                |  |  |                                          |  |
|                                                           |                                                       | 15. lady Georgiana Cavendish                                | 31. lady Georgiana Spencer                               |  |  |       |  |  |                                                |  |  |                                          |  |
|                                                           |                                                       | 15. lady Georgiana Cavendish                                |                                                          |  |  |       |  |  |                                                |  |  |                                          |  |